# Sitticus penicilloides
Sitticus penicilloides är en spindelart som beskrevs av Wesolowska 1981. Sitticus penicilloides ingår i släktet Sitticus och familjen hoppspindlar. Inga underarter finns listade i Catalogue of Life.